# Ла-Сань
Ла-Сань (фр. La Sagne) — громада в Швейцарії в кантоні Невшатель.

## Географія
Громада розташована на відстані близько 55 км на захід від Берна, 12 км на північний захід від Невшателя.
Ла-Сань має площу 25,6 км², з яких на 3,1 % дозволяється будівництво (житлове та будівництво доріг), 59,5 % використовуються в сільськогосподарських цілях, 37,1 % зайнято лісами, 0,2 % не є продуктивними (річки, льодовики або гори).

## Демографія
2019 року в громаді мешкало 1037 осіб (+8,4 % порівняно з 2010 роком), іноземців було 8,9 %. Густота населення становила 41 осіб/км².
За віковим діапазоном населення розподілялося таким чином: 22,7 % — особи молодші 20 років, 55,7 % — особи у віці 20—64 років, 21,6 % — особи у віці 65 років та старші. Було 456 помешкань (у середньому 2,3 особи в помешканні).
Із загальної кількості 368 працюючих 71 був зайнятий в первинному секторі, 66 — в обробній промисловості, 231 — в галузі послуг.